# Orlinda
Orlinda és una població dels Estats Units a l'estat de Tennessee. Segons el cens del 2000 tenia 594 habitants.

## Demografia
Segons el cens del 2000, Orlinda tenia 594 habitants, 235 habitatges, i 176 famílies. La densitat de població era de 34,4 habitants/km².
Dels 235 habitatges en un 32,8% hi vivien nens de menys de 18 anys, en un 64,3% hi vivien parelles casades, en un 8,1% dones solteres, i en un 24,7% no eren unitats familiars. En el 23,4% dels habitatges hi vivien persones soles el 13,2% de les quals corresponia a persones de 65 anys o més que vivien soles. El nombre mitjà de persones vivint en cada habitatge era de 2,53 i el nombre mitjà de persones que vivien en cada família era de 2,98.
Per edats la població es repartia de la següent manera: un 23,6% tenia menys de 18 anys, un 8,9% entre 18 i 24, un 26,3% entre 25 i 44, un 26,1% de 45 a 60 i un 15,2% 65 anys o més.
L'edat mediana era de 38 anys. Per cada 100 dones de 18 o més anys hi havia 93,2 homes.
La renda mediana per habitatge era de 45.000 $ i la renda mediana per família de 53.625 $. Els homes tenien una renda mediana de 33.750 $ mentre que les dones 20.341 $. La renda per capita de la població era de 16.058 $. Entorn del 6,2% de les famílies i el 9,7% de la població estaven per davall del llindar de pobresa.

## Poblacions més properes
El següent diagrama mostra les poblacions més properes.